# Dexter
Dexter es una serie de televisión emitida originalmente por la cadena Showtime desde el 1 de octubre de 2006 hasta el 22 de septiembre de 2013. Es protagonizada por Michael C. Hall (como Dexter) y está ambientada en Miami. La primera temporada está basada en la novela Darkly dreaming Dexter, de Jeff Lindsay. Las temporadas posteriores evolucionaron de forma independiente de las obras de Lindsay. Fue adaptada para la televisión por el guionista James Manos Jr., que escribió el primer episodio.
La serie tuvo críticas muy buenas y gran popularidad. Michael C. Hall recibió varios premios y nominaciones por su interpretación de Dexter, incluyendo un Globo de Oro. El 18 de noviembre de 2011, tras la sexta temporada, se había anunciado que Dexter renovaría para dos temporadas más y en abril de 2013 se decidió no renovar por una temporada más, siendo la octava la última. En 2020, Showtime anunció una miniserie secuela, titulada Dexter: New Blood, con Hall retomando el papel principal y Clyde Phillips como showrunner, la cual se estrenó el 9 de noviembre de 2021.En 2023, se anunció una serie secuela de New Blood, Dexter: Resurrection y una serie precuela Dexter: Original Sin, estrenada el 13 de diciembre de 2024. En julio de 2025 se estrenó una nueva serie secuela llamada "Dexter: Resurrection".

## Sinopsis
Dexter es un forense especializado en análisis de salpicaduras de sangre en el Departamento de Policía de Miami. También es un fiel novio, un divertido padrastro, un hermano confidente y (para algunos) un friki de la sangre. Pero además, Dexter es un psicópata que, al terminar su turno en la comisaría, busca a criminales que escaparon de la justicia para asesinarlos. Esto lo hace para saciar sus ganas de matar. Él, denomina este sentimiento como su pasajero oscuro. Dexter es un asesino en serie que eludió incontables veces a la policía gracias a su padre adoptivo, que es el único que desde su infancia descubrió quién era realmente. Su nombre era Harry Morgan, quien le dio la educación y el modus operandi con el que lleva a cabo sus crímenes (o su particular justicia). Al darse cuenta de que el instinto asesino de su hijo era imposible de evitar, decidió educarlo para sacar provecho de su particular sed de sangre y aportarle un código de actuación denominado «el código de Harry», enfocado a perseguir y eliminar a aquellos asesinos que habían conseguido eludir la acción de la Justicia.

## Temporadas
| Temporada | Temporada | Episodios | Episodios | Emisión original         | Emisión original         |
| Temporada | Temporada | Episodios | Episodios | Primera emisión          | Última emisión           |
| --------- | --------- | --------- | --------- | ------------------------ | ------------------------ |
|           | 1         | 12        | 12        | 1 de octubre de 2006     | 17 de diciembre de 2006  |
|           | 2         | 12        | 12        | 30 de septiembre de 2007 | 16 de diciembre de 2007  |
|           | 3         | 12        | 12        | 28 de septiembre de 2008 | 14 de diciembre de 2008  |
|           | 4         | 12        | 12        | 27 de septiembre de 2009 | 13 de diciembre de 2009  |
|           | 5         | 12        | 12        | 26 de septiembre de 2010 | 12 de diciembre de 2010  |
|           | 6         | 12        | 12        | 2 de octubre de 2011     | 18 de diciembre de 2011  |
|           | 7         | 12        | 12        | 30 de septiembre de 2012 | 16 de diciembre de 2012  |
|           | 8         | 12        | 12        | 30 de junio de 2013      | 22 de septiembre de 2013 |

### Primera temporada
La primera temporada presenta a Dexter Morgan (Michael C. Hall), forense y asesino en serie y a sus compañeros de la policía de Miami: a su hermana adoptiva Debra Morgan (Jennifer Carpenter), a Vince Masuka (C. S. Lee), al detective Ángel Batista (David Zayas), al sargento James Doakes (Erik King) y a la teniente María LaGuerta (Lauren Vélez). También aparecen Rita Bennet (Julie Benz), pareja de Dexter y madre de Astor (Christina Robinson) y Cody (Daniel Goldman y Preston Bailey). El padre de estos dos niños y exmarido de Rita es Paul (Mark Pellegrino), que reaparece tras salir de la cárcel. La trama de esta temporada se basa en la persecución del Asesino del camión de hielo, quien descuartiza a sus víctimas y que resulta ser un hermano que Dexter desconocía tener.

### Segunda temporada
En la segunda temporada Dexter es seguido por su compañero Doakes (Erik King), que sospecha que hay algo extraño en él. Debido a ello, Dexter no puede matar, pero cuando encuentra la ocasión descubre que la muerte de su hermano le ha dejado secuelas. Es por ello que Rita cree que es drogadicto y le da un ultimátum: o va a terapia o su relación se acabará. Así será como Dexter asiste a esas reuniones y conoce a la extraña Lila West (Jaime Murray), una mujer que se obsesionará con él. Además, el caso de esta temporada es descubrir la identidad del Carnicero de la Bahía después de que se encontraran en la bahía Harbor unos cuerpos descuartizados en bolsas de basura. Ese carnicero no es otro que Dexter, quien siempre tiraba allí los cuerpos. A partir de entonces, sus propios compañeros empezaran una búsqueda que él intentará boicotear tras la llegada del agente especial del FBI, Frank Lundy (Keith Carradine), un hombre mayor que mantendrá una breve relación con Debra Morgan.

### Tercera temporada
En esta temporada, Dexter mata a Óscar Prado (Nick Hermz) en defensa propia cuando ambos iban a matar a la misma persona: un traficante de drogas conocido como Freebo (Mike Erwin). Óscar era el hermano menor del fiscal del distrito Miguel Prado (Jimmy Smits) (exnovio de la teniente María LaGuerta) y un policía con malas pulgas llamado Ramón (Jason Manuel Olazábal). Cuando Dexter mata a Freebo, que era el principal sospechoso, Miguel lo descubre y Dexter alega haberlo matado en defensa propia. Guardando el secreto, entre Miguel y Dexter nace algo parecido a la amistad. Cuando finalmente Miguel conoce la naturaleza de Dexter, juntos empiezan a elegir a las víctimas. A su vez, la mujer de Miguel, Sylvia (Valerie Cruz) se convertirá en la mejor amiga de Rita, que está embarazada y con quien Dexter finalmente se casa al final de la temporada. Por otro lado, el caso de la temporada es el del Despellejador, un asesino en serie que arranca un trozo de piel a sus víctimas.

### Cuarta temporada
Una ola de asesinatos llega a Miami: una joven muerta en una bañera, una madre de dos hijos lanzada al vacío y un padre de dos niños apaleado hasta la muerte. ¿Qué guardan en común estas tres muertes? Mientras intentan responder a esta pregunta, Dexter se ha convertido en un padre de familia casado y con su primer hijo biológico: Harrison. Pero, lejos de irradiar felicidad, Dexter no encuentra cómo compaginar su vida como padre y marido ejemplar con la de asesino. Además, su compañero Batista y su jefa LaGuerta han iniciado una relación a escondidas. Y otro que parece haber encontrado una pareja estable es Quinn, quien sale con una periodista llamada Christine Hill (Courtney Ford). Frank Lundy, ahora jubilado, parece saber quién está detrás de los tres asesinatos: alguien a quien llama Trinity (John Lithgow). Al parecer, desde hace treinta años y alrededor de todo Estados Unidos, han tenido lugar estas tres muertes y en el mismo orden. Junto a su exnovia Debra y a Dexter, Lundy intenta seguirle la pista al asesino y cuando parece haber atado cabos alguien le dispara mortalmente. Dexter logra acercarse a Trinity y tras una serie de eventos en contra de protagonista, Trinity se entera de quién es en verdad. Dexter logra matar al asesino, pero, al llegar a su casa, encuentra a su esposa (Rita) muerta en la bañera y su pequeño hijo Harrinson sentado en un charco de sangre, tal como lo hacía Trinity con sus víctimas.

### Quinta temporada
Después del asesinato de Rita, Dexter tiene que adaptarse a su nueva vida. Astor culpa a su padrastro de la muerte de su madre. Por esto, tanto ella como Cody deciden irse a vivir con sus abuelos a Orlando y el pequeño Harrison se queda con él (bajo el cuidado de una nueva niñera, Sonya). Después de que sus compañeros policías lleguen a casa para investigar el asesinato, Quinn empieza a sospechar de él. Aunque el principal sospechoso es Trinity, el agente decide investigarlo en secreto con la ayuda del agente Liddy (Peter Weller) y decide contactar con Jonah Mitchell (hijo de Arthur, alias Trinity, que ahora es testigo protegido) para enseñarle la foto de Dexter: si lo reconoce como Kyle Butler, significa que Dexter está ocultando algo. Mientras tanto, la policía de Miami empieza a investigar el caso de la Santa Muerte: en un barrio venezolano empiezan a encontrarse cabezas decapitadas. Debra Morgan será la encargada del caso que la llevará hasta los temidos hermanos Fuentes. Por su parte, Dexter encuentra a su nueva víctima: Boyd Fowler, un trabajador del Departamento de Sanidad que parece no ser trigo limpio y es el asesino de varias mujeres. Justo después de matarlo, Dexter descubre que una extraña mujer ha presenciado el asesinato: Lumen Pierce (Julia Stiles), una víctima que Fowler tenía en cautiverio. Cuando da con ella, esta le cuenta que Boyd no es el único y que otros también la violaron. Al conocer su secreto, Lumen le pide que le ayude a encontrarlos y matarlos.

### Sexta temporada
Travis Marshall (Colin Hanks) es un joven asesino que recrea en sus crímenes sucesos bíblicos, siempre aconsejado por el profesor Gellar (Edward James Olmos) el cual la policía de Miami lo comenzaría a llamar el asesino del Juicio Final. Mientras el departamento de policía de Miami investiga estos crímenes, y Dexter hace su propia investigación el cual descubre que en realidad el profesor Gellar (Edward James Olmos) es una alucinación del verdadero asesino Travis Marshall (Colin Hanks) el cual asesinó al profesor con la espada de la alianza , Debra es ascendida a teniente en donde la capitana María LaGuerta le hace el trabajo más difícil cada día ya que no le da el mérito que se merece. María LaGuerta es ascendida a capitana porque chantajea a su superior, cuyo número de teléfono aparece en la agenda de una prostituta. Se ha divorciado de Batista, pero a pesar de ello mantiene una relación cordial, por lo que, cuando Debra es ascendida en lugar de su exmarido, decide interferir en las decisiones de ésta. Una de las primeras decisiones que toma Debra es contratar al detective Mike Anderson (Billy Brown) que, por cierto, no es del agrado de LaGuerta. Por su parte, Dexter conoce al hermano Sam (Mos Def), un pastor que antaño fue delincuente drogadicto y entablan una amistad. Masuka enseña a un grupo de estudiantes de Ciencias forenses y contrata como ayudante a una de ellas, Ryan Chambers (Brea Grant), que está obsesionada con el caso del Carnicero de la bahía y eso podría poner en peligro a Dexter, que no es otro que «el carnicero». Finalmente, Debra se da cuenta de que está enamorada de Dexter y acaba descubriendo que este es un asesino.

### Séptima temporada
Debra ha descubierto que Dexter es un asesino en serie y en vez de delatarle, prefiere ayudarle a evitar que cometa futuros crímenes. Por su parte, LaGuerta volverá a investigar el caso del Carnicero de la bahía tras encontrar algunas pruebas que le hacen sospechar que el que fuera su amigo y compañero, James Doakes, no era el asesino que andaban buscando. Además, unos mafiosos ucranianos serán los antagonistas de esta temporada tras el asesinato del detective Mike Anderson (Billy Brown). Isaak Sirko (Ray Stevenson) lidera a estos mafiosos y cuando descubra que Dexter ha asesinado a uno de los suyos, moverá cielo y tierra para acabar con él. Quinn, por su parte, inicia una relación con una stripper que trabaja para Isaak. Mientras, Dexter se enamora de una asesina en serie llamada Hannah (Yvonne Strahovski), algo que no le gusta a Debra. LaGuerta encuentra pruebas cada vez más culminantes sobre la culpabilidad de Dexter, por lo que pide ayuda al excapitán Matthews (Geoff Pierson), quien cree en la inocencia del hijo de su amigo. Tras una profunda investigación, LaGuerta y Matthews encuentran pruebas (implantadas por Dexter a sabiendas de que le están investigando) que demuestran definitivamente que Doakes era el asesino. La temporada acaba con LaGuerta descubriendo que Dexter es un asesino en serie y que su hermana Debra le está encubriendo. Debra, bajo presión y con tal de salvar a su hermano, dispara a LaGuerta y ésta muere.

### Octava temporada
La octava y última temporada de Dexter se estrenó el 30 de junio de 2013 y su capítulo final fue el 22 de septiembre de 2013. Tras matar a LaGuerta, Debra deja el cuerpo y se distancia de Dexter. Al mismo tiempo, aparece un asesino en serie: el Neurocirujano, que quita a sus víctimas partes del cerebro. Para ayudar al cuerpo de policía, la Dra. Vogel, especialista en psicópatas, presta sus servicios. Sin embargo, su verdadero objetivo es Dexter, ya que su padre le habló de él y fue suya la idea de crear un código para matar sólo a los asesinos. La doctora le pide ayuda porque el Neurocirujano le envía a ella partes de cerebros. También, Dexter conoce a Zach Hamilton, un niño rico que también mata gente, al cual intentan convertir en el discípulo de Dexter. Además, Hannah hace su regreso a Miami, volviendo a tener una relación con Dexter. La Dra. Vogel ayuda a Debra y Dexter a reconciliarse, pero el Neurocirujano logra secuestrar a Zach y matarle. Luego, se descubre que el Neurocirujano es el hijo de la doctora, Daniel Vogel u Oliver Saxon, como se hace llamar en Miami. Al ver su vida imposible en Miami, ya que la siguen la pista a Hannah por asesina, ella y Dexter deciden fugarse a Argentina e iniciar una nueva vida con Harrison. Sin embargo, Dexter quiere acabar antes con Saxon. Saxon logra asesinar a la doctora Vogel, por lo que decide darle caza. Cuando le atrapa, decide dejárselo a Debra para que le juzguen. Sin embargo, logra huir y disparar a Debra, causándole una herida de bala en el estómago. Cuando Dexter va a embarcar en el avión con Hannah y Harrison, recibe la llamada sobre el estado de su hermana. Cuando va a visitarla, la Policía detiene a Saxon, que iba a matarla. Sin embargo, por complicaciones en la operación, Debra queda en coma y dicen que, debido a la falta de oxígeno, se quedaría en estado vegetativo. Finalmente, cuando finge que va a hacerle una prueba de pólvora a Saxon, Dexter lo mata. Tras esto, va al hospital y desconecta a Debra de las máquinas de soporte vital. Lleva su cuerpo a alta mar y arroja a Debra al agua. Temiendo destruir también las vidas de Hannah y Harrison, decide navegar con su yate contra una tormenta. Al día siguiente, la Guardia Costera encuentra el barco destrozado de Dexter, dándole por muerto. Así se enteran Batista y Hannah, que está en Argentina con Harrison. Al final, se ve a Dexter, viviendo como un leñador, en otro lugar.

### Early Cuts
El 25 de octubre de 2009 el canal Showtime empezó a lanzar una webserie animada en la que Michael C. Hall retoma su papel poniendo voz a Dexter. Cada uno de los tres episodios de la primera temporada cuenta con cuatro capítulos de dos minutos que se lanzaron semanalmente. Los episodios corren a cargo de la compañía Bullseye Art con guiones del escritor y productor de la serie Lauren Gussis y cada uno de ellos se centra en las tres víctimas que Dexter menciona en el sexto episodio de la primera temporada, Return to Sender. Las ilustraciones de esta temporada corren a cargo de Kyle Baker, Ty Templeton, Andrés Vera Martínez y Devin Lawson.
El 25 de octubre de 2010 la cadena retomó la webserie con una segunda temporada subtitulada Dark Echo (eco oscuro). La historia se sitúa en los años de universidad de Dexter, inmediatamente después de la muerte de su padre Harry, y narra en seis capítulos cómo tiene que hacer frente a un asesino que ha presenciado su «ritual» y ahora anda suelto matando a personas inocentes. Esta temporada está escrita por Tim Schlattmann y cuenta con las ilustraciones de Bill Sienkiewicz y David Mack para los tres primeros y los tres últimos episodios respectivamente.

## Personajes

### Principales
- Dexter Morgan (Michael C. Hall): protagonista de la serie que lleva su nombre. Su madre, Laura Mosser, fue asesinada cuando unos traficantes descubrieron que era amante de Harry Morgan y que colaboraba con la policía. Sus dos hijos, Dexter y Brian, presenciaron la muerte y vivieron, durante cuatro días, encharcados en sangre en un contenedor. Cuando Harry los encuentra, decide adoptar a Dexter, quien pronto demuestra tener habilidades poco ortodoxas debido a su trauma. Así será como inicia su trayectoria bajo el llamado «código de Harry», el cual le dice que solo puede matar a gente que sea culpable de algún crimen. Dexter lleva una doble vida: es un reputado confundida por sus sentimientos y le declara su amor a Dexter. Tras resolver sus diferencias con su hermano el personaje queda en estado vegetativo tras recibir un disparo y luego fallece a manos de Dexter, quien lanza su cadáver al mar.

- Rita Bennet (Julie Benz): Pareja sentimental de Dexter durante las cuatro primeras temporadas. Era madre de tres hijos (Astor, Cody y Harrison, este último con Dexter) y muere asesinada por Trinity.

- Angel Batista (David Zayas): es compañero de Dexter, Debra, Quinn y Masuka. Empieza como detective, aunque será ascendido a sargento. Está separado y tiene una hija pequeña. Dexter dijo que, si sintiera algo por el resto de seres humanos, Batista sería su mejor amigo. En la cuarta temporada se casa con la teniente María LaGuerta. A comienzos de la sexta temporada se da a conocer que él y LaGuerta se han divorciado en buenos términos.

- Joey Quinn (Desmond Harrington): es compañero de Dexter, Debra, Batista y Masuka. Es un policía algo deshonesto y se lleva muy bien con Debra, aunque no muy bien con Dexter. Él le presentó a Anton Briggs. No le gusta la burocracia y la injusticia. Llega a enamorarse profundamente de Debra en la quinta temporada.

- María LaGuerta (Lauren Vélez): es la teniente hasta la sexta temporada. Cubana de nacimiento, en su pasado mantuvo una relación con el fiscal del distrito Miguel Prado y es muy ambiciosa. Admira mucho a Dexter.y no se lleva bien con Debra inicialmente En la cuarta temporada se casa con Batista, de quien luego se separa. Es asesinada por Debra en la séptima temporada, con tal de encubrir a su hermano ante la policía.

- Vince Masuka (C. S. Lee): es compañero forense de Dexter. Es friki y muy desagradable con sus comentarios hacia las mujeres (lo que popularmente es conocido como un salido). No tiene pareja y sólo ha tenido sexo con prostitutas, a excepción de la organizadora de la despedida de soltero de Dexter. Hacia el final de la serie, descubre que tiene una hija. Tiene ascendencia japonesa.

- Harry Morgan (James Remar): Aunque murió hace tiempo, Dexter lo ve en su imaginación. Es la voz de su conciencia. Fue policía, mantuvo una relación extramatrimonial con la madre de Dexter y lo adoptó cuando ella murió. Debra es su hija biológica. Al ver que su hijo podía llevar una mala vida, inventó «el código de Harry», pero no pudo soportar la responsabilidad por aquello en lo que había convertido a su hijo adoptivo y se suicidó.

- Jamie Batista (Aimee Garcia): Hermana menor de Batista que será la nueva niñera del pequeño Harrison, hijo de Dexter.

### Personajes recurrentes
- Brian Mosser/Ruddy Cooper (Christian Camargo): Durante la primera temporada, utilizó la falsa identidad de Ruddy Cooper. Era el hermano biológico de Dexter y el Asesino del camión de hielo. Prometido de su hermanastra Debra, finalmente murió en manos de Dexter. Regresó brevemente en la sexta temporada como personificación de los pensamientos del protagonista.
- Paul Bennett (Mark Pellegrino): Durante la primera temporada interpretó al exmarido de Rita (Julie Benz). Un brutal adicto al Crack, cuyo comportamiento fue el factor principal de causar traumas a sus hijos y causar su divorcio. Muere estando en prisión.
- Sargento James Doakes (Erik King): Durante la primera y la segunda temporada. Doakes desconfiaba siempre de Dexter. Cuando descubrió que era el Carnicero de la bahía, Dexter no tuvo más remedio que encarcelarlo, pero fue Lila quién lo mató, provocando una explosión en la cabaña donde estaba. Todo el mundo cree que él era el Carnicero de la bahía. Regresa a través de flashbacks en la séptima temporada.
- Lila West (Jaime Murray): Durante la segunda temporada, fue una compañera de Dexter en las terapias de desintoxicación. Se obsesionó con él y provocó una breve ruptura entre él y Rita. Tras matar a Doakes, Dexter descubrió que tenía algún tipo de problema mental y, debido a que también es una asesina, el código de Harry le permitió matarla.
- Miguel Prado (Jimmy Smits): Fiscal del distrito durante la tercera temporada. Mantuvo en el pasado una relación con la teniente María LaGuerta. Prado decidió ayudar a Dexter cuando descubrió que el forense asesina a aquellos que han huido de la justicia. Con el tiempo, y debido a que él también mata, nació una rivalidad con Dexter que acabó con la muerte de Miguel.
- Frank Lundy (Keith Carradine): un agente especial del FBI que hizo su primera aparición en la segunda temporada. Estableció una relación con Debra, pero se fue por motivos laborales. En la cuarta temporada volvió, jubilado, para continuar con su objetivo de atrapar a Trinity. Murió asesinado por la hija de este.
- Anton Briggs (David Ramsey): Apareció en la tercera y principios de la cuarta temporada como un chico al que Quinn ―en el pasado― engañó y le hizo creer que era su confidente. Debra lo conoció cuando estaba investigando el caso del Despellejador y a partir de ahí mantuvieron una relación que se puso en entredicho cuando el ex de ella, Lundy, volvió. Finalmente ella fue quien dejó la relación y él se fue.
- Christine Hill (Courtney Ford): Durante la cuarta temporada, fue una reportera, pareja de Quinn, que acaba siendo la hija de Trinity, la que disparó a Debra y mató a Lundy con tal de salvar la identidad de su padre. Después de descubrirse que fue ella y de que su padre le dejó claro que no quería saber nada de ella, confiesa y se suicida delante de Debra.
- Arthur Mitchell (John Lithgow): Durante la cuarta temporada, fue un asesino en serie conocido como "Trinity". A lo largo de tres décadas y por todo Estados Unidos, mataba de tres en tres, de allí el seudónimo. Más adelante, sin embargo, logran descubrir que realmente eran cuatro sus víctimas, y no tres, como se tenía pensado. Muere asesinado por Dexter, en el final de la cuarta temporada. Sin embargo, Mitchell logra asesinar antes a Rita, la esposa del protagonista.
- Agente Liddy (Peter Weller): Aparece en algunos capítulos de la quinta temporada, contratado por Quinn para que investigue a Dexter. Cuando este descubre que su secreto ha sido descubierto no tiene más remedio que matarlo. Su muerte pondrá en un aprieto a Quinn, que no sabe nada.
- Jordan Chase (Jonny Lee Miller): En algunos capítulos de la quinta temporada fue un orador de masas que estaba detrás de un grupo de violadores asesinos. Finalmente, muere asesinado por Lumen.
- Lumen Pierce (Julia Stiles): Durante la quinta temporada, fue la víctima número trece de los secuaces de Jordan Chase. Ella y Dexter capturan al resto de los asesinos violadores y acaban uno a uno con ellos. Tras un breve affair con el protagonista, finalmente decide marcharse.
- Astor y Cody (Christina Robinson y Daniel Goldman): Eran los hijos de Rita y Paul, por tanto hijastros de Dexter. Fueron presentados durante las cinco primeras temporadas. Luego de la muerte de Rita se marcharon a vivir con sus abuelos.
- Ryan Chambers (Brea Grant): Durante la sexta temporada fue la ayudante de Masuka en el laboratorio.
- Travis Marshall (Colin Hanks): En la sexta temporada fue un joven obsesionado con el fin del mundo que, bajo órdenes de un profesor religioso, asesinará a una serie de determinadas personas con un propósito místico. Muere asesinado por Dexter.
- Profesor Gellar (Edward James Olmos): En la sexta temporada es el misterioso profesor de Travis y compañero en sus asesinatos, aunque finalmente se descubre que es una personificación de la mente de Travis.
- Pastor Sam (Mos Def): Durante la sexta temporada es un personaje que estará en el punto de mira de Dexter y con el que entablará una amistad.
- Detective Mike Anderson (Billy Brown): Contratado por Debra en la sexta temporada, el personaje murió asesinado por un mafioso ucraniano en la séptima temporada.
- Isaak Sirko (Ray Stevenson): Durante la séptima temporada interpretó al líder de una mafia ucraniana llamada "Los Koshkas". Enemigo de Dexter, finalmente este decide ayudarle y muere, traicionado por uno de los suyos.
- Hannah McKay (Yvonne Strahovski): Asesina en serie de la que Dexter se enamora en la séptima temporada y que se convierte en su pareja. Finalmente es ella quien se queda al cuidado de Harrison Morgan, el hijo de Dexter, viviendo ambos en Argentina.
- Louis Green (Josh Cooke): es un ayudante de Masuka en el laboratorio y por un tiempo novio de Jamie.
- Dra. Evelyn Vogel (Charlotte Rampling): Durante la octava temporada, fue una neuropsiquiatra experta en psicópatas a los cuales alberga un interés perverso y admiración. Parece tener un interés especial en Dexter hasta llegar a considerarse como su Madre del alma. Ella le revela que ayudó a crear el Código de Harry. Ella y Dexter descubren que su aparentemente difunto hijo, es el Neurocirujano. Muere asesinada por su propio hijo ante Dexter.
- Zach Hamilton (Sam Underwood): En la octava temporada Interpretó a un joven asesino que se dedicaba a matar a las pretendientes de su padre para detener el alcoholismo de su madre. La Dra. Vogel convence a Dexter para enseñarle el Código de Harry y hacerlo su discípulo. Dexter y Vogel encuentran un vídeo donde se ve cómo el Neurocirujano lo asesina.
- Daniel Vogel/Oliver Saxon (Darri Ingolfsson): Durante la octava temporada, fue un asesino en serie conocido como "El Neurocirujano". Utilizó la falsa identidad de Oliver Saxon. Era el hijo biológico de la Dra. Vogel a quien ella creía muerto. Asesinó en su infancia a su hermano, lo que causó preocupación e intriga por los psicópatas en su madre. Fue enviado a un internado para psicópatas en Europa y escapó al ocasionar un incendio, dejando un cadáver falso con el fin de hacerle creer a su padre que había muerto. Asesina a su madre frente a Dexter. Al impactarle un disparo a Debra esto ocasiona que ella entre en estado vegetal. Finalmente el personaje es asesinado por Dexter antes de abandonar su vida.

## Audiencias
En más de una ocasión Dexter ha llegado a ser una de las series más vistas del canal Showtime. Siendo visto por 2,6 millones de personas, convirtiéndose en la serie original más vista de Showtime. En su séptima temporada la serie alcanzó los 2,75 millones de espectadores, lo que significa que después de siete años la serie continuó elevándose en popularidad gracias a que aún conservó la calidad de sus episodios.

## Libros
Existen ocho libros escritos por Jeff Lindsay. La serie de televisión se basó en el primero de ellos y luego siguió su propio hilo argumental:
- 2004: Darkly dreaming Dexter (Sueño oscuro de Dexter). Español: El oscuro pasajero.
- 2005: Dearly devoted Dexter (Querido y dedicado Dexter). Español: Querido Dexter.
- 2007: Dexter in the dark (Dexter en la oscuridad). Español: Dexter en la oscuridad.
- 2009: Dexter by design (Dexter por diseño). Español: Dexter: por decisión propia.
- 2010: Dexter is delicious (Dexter es delicioso). Español: Dexter: El asesino exquisito.
- 2011: Double Dexter (Doble Dexter). Español: Dexter por Dos
- 2013: Dexter's Final Cut (Dexter Corte Final). Español: Dexter, Cámara, Acción
- 2015: Dexter is Dead (Dexter Está Muerto). Español: La muerte de Dexter".

## Otros medios
En 2009 salió a la venta el videojuego de esta serie, el cual está ambientado en la primera temporada. La historia de Dexter y el Asesino del Camión de Hielo. Más tarde salió a la venta la versión para PC.

## Spin-offs

### Dexter: New Blood
En octubre de 2020, Showtime anunció que Dexter regresaría con una serie limitada de 10 episodios, protagonizada por Michael  C. Hall en su papel original, con Clyde Phillips regresando como showrunner.  El 17 de noviembre de 2020, se anunció que Marcos Siega dirigirá seis episodios de la serie limitada y será productor ejecutivo junto a Hall, John Goldwyn, Sara Colleton, Bill Carraro y Scott Reynolds.  La producción comenzó en febrero de 2021, con una fecha de estreno en otoño de 2021.  En enero de 2021, Clancy Brown fue elegido como Kurt Caldwell, el principal antagonista de Dexter y David Magidoff fue elegido como Teddy.  En febrero de 2021, Jamie Chung y Oscar Wahlberg fueron elegidos para papeles recurrentes.Se estrenó el 7 de noviembre de 2021 en Showtime.

### Dexter: Original Sin
En 2023 se anunció el desarrollo de una precuela titulada Dexter: Original Sin, que se desarrolló directamente en serie. La serie se ambienta en 1991, quince años antes de los eventos del programa original. La serie, que retrata los primeros años de la vida de Dexter, sigue sus años después de graduarse de la universidad y su primera presentación a varios personajes de la serie original. Los miembros de su familia aparecen como personajes principales. 
La serie está protagonizada por Patrick Gibson como Dexter, Molly Brown como Debra y Christian Slater como Harry Morgan. 
Otros actores del reparto son Patrick Dempsey como Aaron Spencer, James Martinez como Angel Batista, Christina Milian como Maria LaGuerta, Alex Shimizu como Vince Masuka, Reno Wilson como Bobby Watt y Sarah Michelle Gellar como Tanya Martin.  La serie se estrenó el 13 de diciembre de 2024 en Showtime.  La serie tendrá 10 episodios lanzados semanalmente que finalizarán el 14 de febrero de 2025.

### Dexter: Resurrection
Se anunció una serie secuela titulada Dexter: Resurrection, con Michael C. Hall repitiendo su papel de Dexter, en la Comic-Con de San Diego el 26 de julio de 2024.En enero de 2025, David Zayas, James Remar y Jack Alcott fueron confirmados como personajes regulares de la serie, repitiendo sus papeles como el detective Angel Batista, Harry Morgan y Harrison Morgan, respectivamente. 

### Futuro
También se están desarrollando series derivadas adicionales que representan los orígenes de varios otros personajes del programa original, incluido Trinity Killer. La nueva franquicia de Dexter está siendo supervisada por Clyde Phillips, el showrunner de Dexter. Los múltiples programas de televisión se desarrollarán a través de la fusión de Showtime con Paramount+.